# 托马斯·法尔纳
托马斯·法尔纳（德語：Thomas Fahrner，1963年2月7日—），德国男子游泳运动员。他曾代表西德参加1984年和1988年夏季奥林匹克运动会游泳比赛，获得一枚银牌和二枚铜牌。